# Великобурімське лісництво
Великобу́рімське лісництво — структурний підрозділ Золотоніського лісового господарства Черкаського обласного управління лісового та мисливського господарства.
Офіс знаходиться у с. Велика Бурімка, Золотоніський район, Черкаська область.

## Лісовий фонд
Лісництво охоплює ліси Золотоніського району.

## Об'єкти природно-заповідного фонду
У віданні лісництва перебувають об'єкти природно-заповідного фонду:
- Сулинський ландшафтний заказник загальнодержавного значення (входить до складу Нижньосульського національного природного парку).